# Осип Брик
Осип Максимович Брик (на руски: Осип Максимович Брик) е руски литературен критик, писател и сценарист.

## Биография
Роден е на 28 януари (16 януари стар стил) 1888 г. в Москва в еврейско семейство на заможен търговец. Завършва право и започва работа като съдебен чиновник, но скоро се включва активно в авангардистките литературни кръгове. Сближава се с Владимир Маяковски, който става любовник на жена му Лиля Брик и тримата живеят заедно от 1918 до 1925 г. Активен болшевик, в продължение на няколко години Брик работи в ЧК.
През 20-те години е сред водещите фигури на руския формализъм и главен идеолог на литературния кръг ЛЕФ. По това време е съавтор на сценария на пропагандния филм на Всеволод Пудовкин „Потомъкът на Чингис хан“ („Потомок Чингисхана“, 1928). С по-консервативния курс на режима в културната област през 30-те години губи влиянието си.
Осип Брик умира от инфаркт на 22 февруари 1945 г. пред дома си в Москва.

## Сценарии
- 1928 – Потомок Чингисхана
- 1929 – Два-Бульди-два
- 1930 – Опиум (документален)
- 1931 – Кем быть? (късометражен)
- 1936 – Дохунда
- 1940 – Случай в вулкане